# Aroresa
Aroresa est un woreda de la région Sidama, en Éthiopie. Il compte 170 240 habitants en 2007 et fait partie de la région des nations, nationalités et peuples du Sud jusqu'à la régionalisation de la zone Sidama en 2020.
Son centre administratif est Mejo.
Mejo est à plus de 140 km de la capitale régionale Hawassa.
Extrémité sud-est de la région Sidama, le woreda est bordé à l'ouest par la rivière Ganale Dorya et entouré en grande partie par la zone Guji de la région Oromia.
L'Atlas of the Ethiopian Rural Economy montre l'étendue du woreda au début des années 2000 alors qu'il englobait encore le territoire de Chere. La séparation a lieu avant le recensement de 2007,.
Le périmètre du woreda Aroresa reste ensuite pratiquement inchangé jusqu'à la fin des années 2010.
| Bensa             |                | Chere          |
| Ana Sora (Oromia) | Aroresa,       | Girja (Oromia) |
|                   | Adola (Oromia) |                |

Le woreda a 170 240 habitants au recensement de 2007, dont 1,7 % de citadins qui sont les 2 979 habitants de Mejo.
Environ 94 % des habitants du woreda sont protestants, 2 % sont musulmans, 1 % sont de religions traditionnelles africaines et 1 % sont orthodoxes.
En 2022, la population est estimée sur le même périmètre à 225 582 personnes avec une densité de population de 331 personnes par km2 et 682 km2 de superficie,.
Une carte récente montre cependant une nouvelle subdivision à l'intérieur d'Aroresa.[réf. à confirmer]